# Trichillum heydeni
Trichillum heydeni là một loài bọ cánh cứng trong họ Bọ hung (Scarabaeidae).